# Škofljica
Škofljica (dt.: Frauenberg bei Laibach) ist der Hauptort und Verwaltungssitz der aus 19 Ortschaften bestehenden Gemeinde Škofljica  in der historischen Landschaft Dolenjska (Unterkrain), Region Osrednjeslovenska, in Slowenien.

## Lage
Škofljica liegt 10 km südöstlich von Ljubljana (dt.: Laibach) am südöstlichen Rand des Ljubljansko barje, dem Moor von Ljubljana.

## Geschichte
Die Gegend war schon in Urzeiten bewohnt wie Ausgrabungen in Molnik beweisen. Im Moor von Ljubljana  fanden sich auch Reste von Pfahlbautensiedlungen. Ihr Alter wird auf 6000 Jahre geschätzt.